# Sticky bit
Sticky bit (букв. «липкий бит») — дополнительный атрибут файлов или каталогов в операционных системах семейства UNIX.

## История
Впервые sticky bit появился в пятой редакции UNIX в 1974 году для использования в исполняемых файлах. Он применялся для уменьшения времени загрузки наиболее часто используемых программ. После закрытия программы код и данные оставались в памяти, а следующий запуск происходил быстрее.

## Использование
В настоящее время sticky bit используется в основном для каталогов, чтобы защитить в них файлы. Из такого каталога пользователь может удалить только те файлы, владельцем которых он является. Примером может служить каталог /tmp, в который запись открыта для всех пользователей, но нежелательно удаление чужих файлов. Установка атрибута производится утилитой chmod.
В операционной системе Solaris для файлов, не являющихся программами, имеет строго противоположное действие — запрещает сохранение данных этого файла в системном кэше.

## Примеры
- chmod 1xxx {имя файла}, где xxx — права на файл.

- $ ls -dl /tmp

drwxrwxrwt 14 root root 53248 апр.  12 14:51 /tmp , где t — это sticky bit.